# Moro (Nigeria)
Moro è una delle sedici aree a governo locale (local government areas) in cui è suddiviso lo stato di Kwara, in Nigeria. Estesa su una superficie di 3.272 km², conta una popolazione di 108.792 abitanti.